# Apparizione di Cristo alla Madonna (Filippino Lippi)
L'Apparizione di Cristo alla Madonna è un dipinto a olio su tavola (156,1x146,7 cm) di Filippino Lippi, databile al 1493 circa e conservato nell'Alte Pinakothek di Monaco.

## Storia
L'opera viene attribuita al rientro di Filippino a Firenze dopo i lavori alla Cappella Carafa a Roma. Il dipinto è da identificare forse con la tavola ricordata da Vasari in San Francesco al Palco a Prato.
Nel XIX secolo venne venduta a Ludovico I Re di Baviera, finendo poi col resto delle collezioni reali nel museo bavarese.

## Descrizione e stile
Gesù appare a Maria inginocchiata su invio del Padre Eterno, che appare in un disco dorato tra le nuvole in cielo, affiancato dalle apparizioni dell'Angelo annunciante e della Vergine annunciata. L'insolita iconografia religiosa dovette essere esplicitamente richiesta dai committenti, a cui potrebbe riferirsi anche il monastero dipinto sulla collina a sinistra.
Le figure di Gesù e della Vergine sono maestose e solenni, con ampi panneggi dai colori brillanti che creano delle "macchie" di luce. Gesù e Maria, che sono in posizioni pressoché identiche (uno si sfiora la ferita del costato, l'altra il seno seminascosto da un velo), non instaurano un contatto visivo, ma sembrano guardare l'uno verso il cielo e l'altra verso la terra e quindi i fedeli, quasi a concertare un'intercessione combinata presso il Padre Eterno. Oppure potrebbe trattarsi del ringraziamento concertato di madre e figlio la mattina di Pasqua per la Resurrezione, un'iconografia rara, descritta da Ludolfo di Sassonia e nelle visioni di santa Brigida di Svezia chiamata E prima vidit. Maria, conformemente a quanto predicato da Savonarola, è ritratta in età matura e la sua espressione è intensa e drammatica, tra le meno idealizzate di Filippino. La sua figura è preminente, probabilmente legata a un culto particolare di cui era oggetto nella chiesa originaria. 
Di grande interesse è il vivo paesaggio dello sfondo, impostato alla prospettiva aerea che fa sfumare le cose più lontane, dove si colgono gli echi della pittura fiamminga, filtrati magari dagli illustri esempi di altri pittori del Rinascimento italiano, come lo stesso padre di Filippino, Filippo Lippi. Alcune figurette, tra cui alcuni monaci, popolano una veduta fluviale (il Bisenzio?) dominata da curiose formazioni rocciose sulla destra e con in lontananza una città sfocata dalla foschia, quasi certamente Firenze a giudicare dal cupolone. I colori sono accesi e contrastanti e le figure altamente espressive ed umane, facendo della pala quasi un unicum nel panorama figurativo della Firenze dell'epoca.

### Predella
La pala è dotata di una predella con il Cristo in pietà sorretto da un angelo, affiancato da quattro santi e due sante in un paesaggio continuo. 
Predella dell'Apparizione di Cristo alla Madonna